# Mrtvi dan (1965.)
Mrtvi dan, kratki film redatelja Ivana Martinca.:131, 132, 134, 137